# Luzula flaccida
Luzula flaccida là một loài thực vật có hoa trong họ Juncaceae. Loài này được (Buchenau) Edgar mô tả khoa học đầu tiên năm 1975.